# Friedhelm Fischerkeller

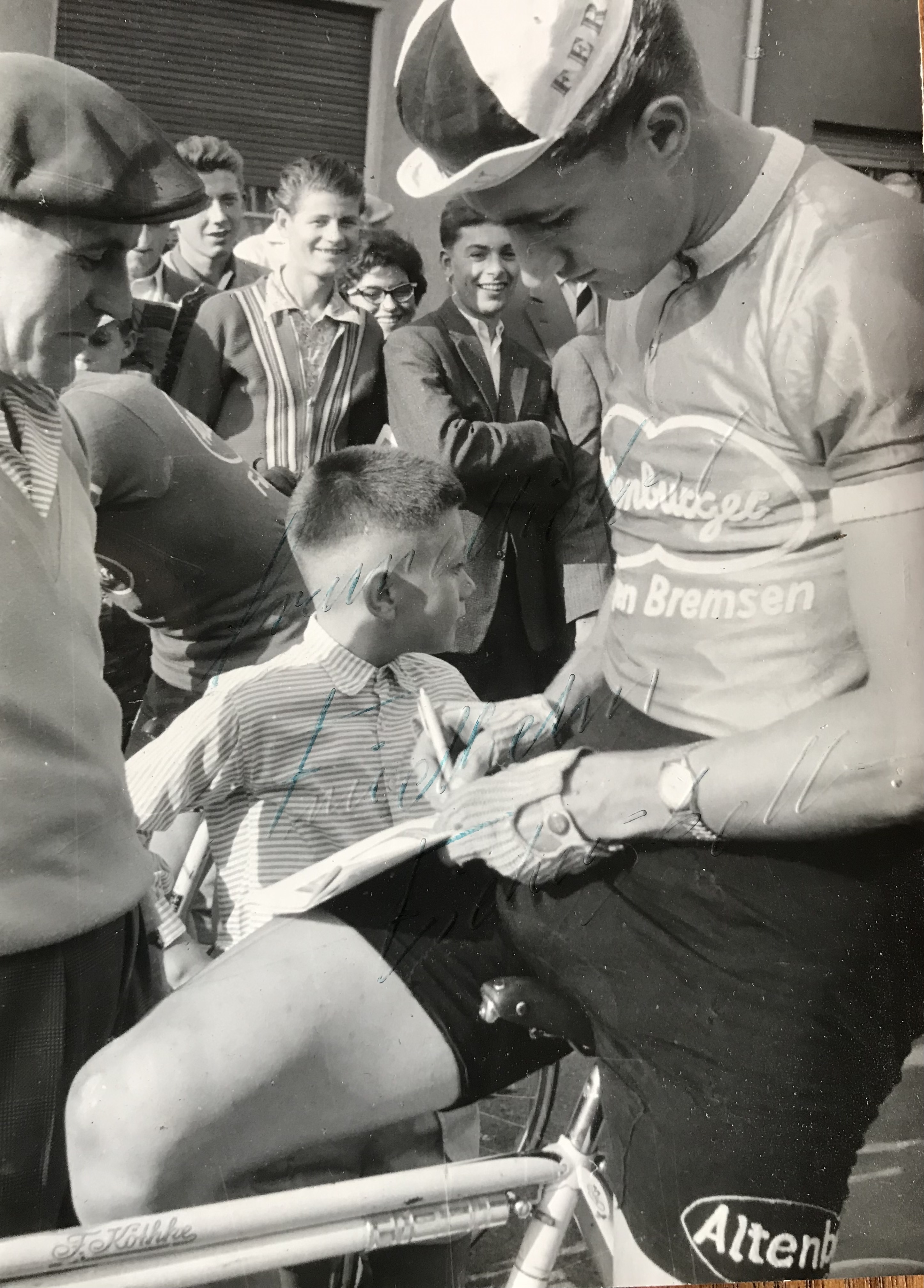
Friedhelm Fischerkeller

Friedhelm Fischerkeller (* 3. Januar 1935 in Köln; † 28. Januar 2008 ebenda) war ein deutscher Radrennfahrer.
Fischerkeller absolvierte nach Ende seiner Schulzeit eine Lehre zum Schreiner. Dem Radsport wandte er sich erst mit 18 Jahren zu. Seinen ersten Erfolg bei Straßenradrennen verbuchte er 1956 mit einem zweiten Platz beim Germania-Preis in Frankfurt, dem folgte 1957 der Landesmeistertitel Nordrhein-Westfalen. Mit dem dritten Sieg seiner Karriere gewann er im selben Jahr die Deutsche Amateurmeisterschaft der Straßenfahrer. Diesen Erfolg konnte er 1958 wiederholen. Dazwischen nahm er 1957 an den Amateurweltmeisterschaften der Straßenfahrer im belgischen Waregem teil und erspurtete sich den sechsten Platz. 1958 wurde Fischerkeller erstmals bei Etappenrennen eingesetzt. Bei der Dreiländer-Rundfahrt Internationale Friedensfahrt Warschau–Ost-Berlin–Prag kam er als bester bundesdeutscher Fahrer auf den 13. Platz. 
Im Winter 1958 trat Fischerkeller in das Berufsfahrerlager über, wo er 1959 für verschiedene kleine Radsportteams fuhr. Sein erstes großes Profirennen war die Tour de Suisse 1959, die er beim Sieg seines Teamkollegen Hennes Junkermann als Sechster beendete. Außerdem absolvierte er 1959 seine erste Profiweltmeisterschaft der Straßenfahrer, bei der er zeitgleich mit dem neuen Weltmeister André Darrigade als bester deutscher Fahrer auf Platz sieben fuhr. 1959 siegte er im Großen Preis Veith. 1962 war er ebenfalls Teilnehmer an der Weltmeisterschaft, schied dort aber im Rennen aus.
Ebenfalls 1958 begann er sich als Bahnfahrer bei Sechstagerennen zu betätigen. Sein Bahn-Debüt mit Partner Willi Franssen endete allerdings nach 25 Minuten in Köln mit einem Sturz. Bis 1963 bestritt Fischerkeller neun Sechstagerennen, von denen Köln 1960 mit Lucien Gillen mit dem sechsten Platz am erfolgreichsten endete. 
Ab 1960 fuhr Fischerkeller für den deutschen Rennstall Torpedo, war in diesem Jahr jedoch erfolglos. 1961 bestritt er fast alle großen Etappenrennen. Er begann im April mit der Deutschland-Rundfahrt, die er als Sieger beendete. Beim anschließenden Giro d’Italia wurde er unter 92 klassifizierten Teilnehmern 34. Schließlich nahm er auch an der Tour de France teil, schied dort aber vorzeitig aus. Auch bei der Straßen-WM 1961 musste er passen, wegen einer Erkrankung musste er seine geplante Teilnahme absagen. 
Nachdem Fischerkeller 1962 bei der Tour de Suisse auf dem 45. Platz gelandet war, wandte er sich verstärkt dem Bahnradsport zu. Nun für Afri-Cola-Rabeneick fahrend erreichte er mit seinem Partner Willi Altig den dritten Platz bei der Deutschen Meisterschaft im Zweier-Mannschaftsfahren. Dasselbe Ergebnis in der gleichen Besetzung erzielte er noch einmal 1964. Nachdem sein Vertrag beim belgischen Team Wiel’s-Groene Leeuw ausgelaufen war, beendete Fischerkeller nach der Radsportsaison 1964 seine Laufbahn aus Berufsfahrer.